# Caoba

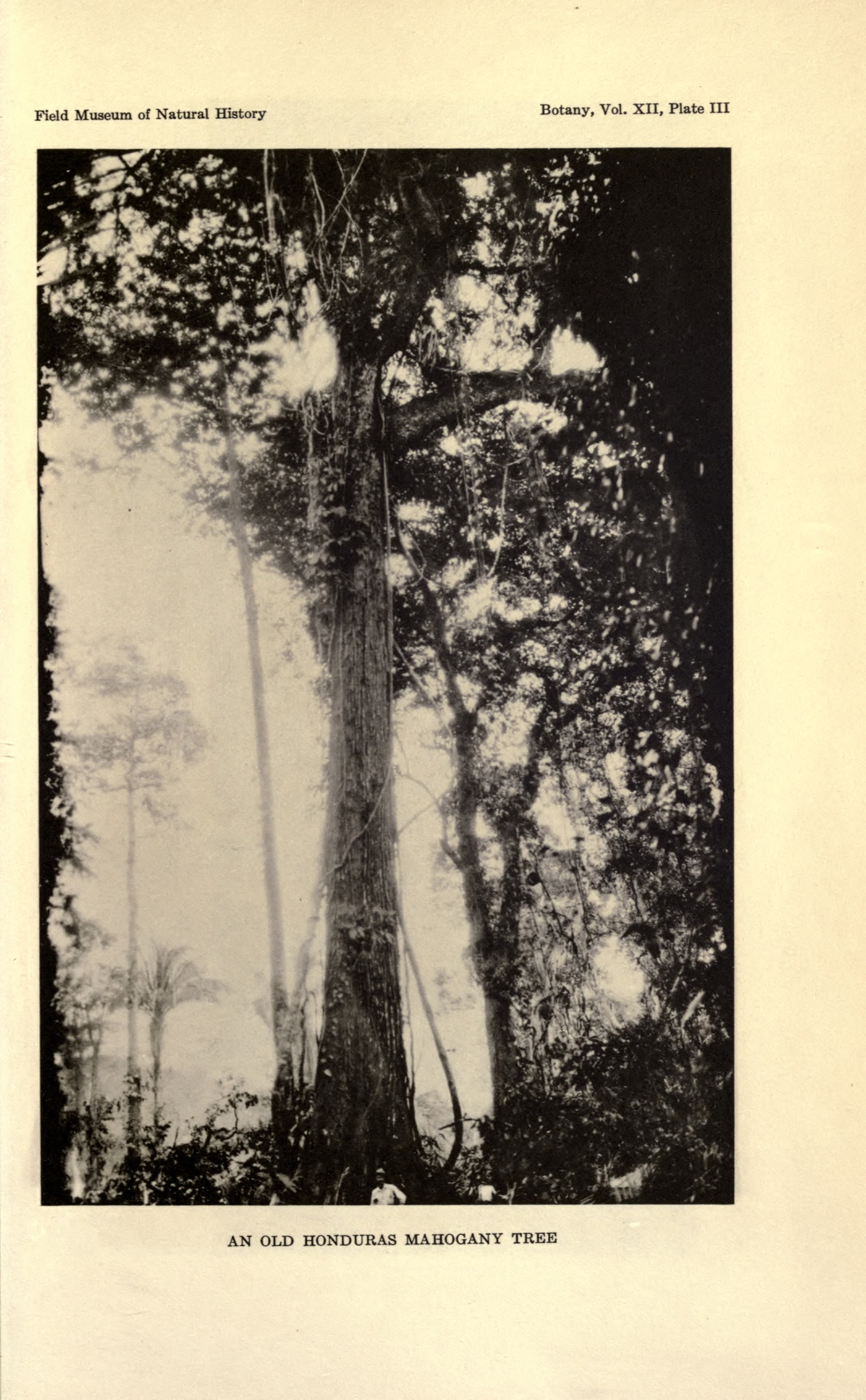
Árbol de caoba situado en el bosque de Kannavam, Kerala.

Escudo de Belice

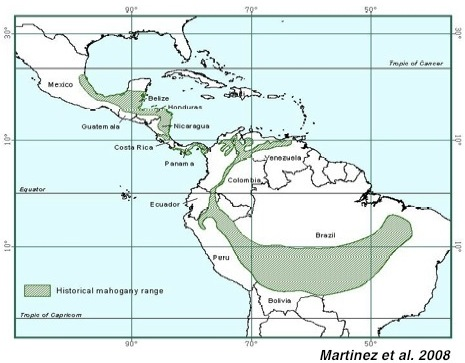
Distribución histórica de la caoba

La caoba es una madera de color rojizo característico, muy apreciada para la fabricación de muebles de gran calidad. Procede de tres especies de árboles de la zona intertropical del continente americano:
- Caoba de las Indias Occidentales,[2] caoba originaria o caoba cubana (Swietenia mahagoni); nativa del sur de Florida y del Caribe, antes dominante en el comercio de caoba, pero en desuso comercial generalizado desde la Segunda Guerra Mundial.[1]

- Caoba de Honduras, caoba Atlántica o caoba de hoja grande (Swietenia macrophylla); distribuida desde México hasta el sur del bosque amazónico en Brasil, es la especie más extendida de caoba y la única especie de caoba verdadera cultivada comercialmente hoy en día.[1] La tala ilegal de S. macrophylla, y sus efectos ambientales de alto poder destructivo,[3] llevaron a que la especie figurase en 2003 en el Apéndice II de la Convención Internacional sobre el Comercio de Especies en Peligro (CITES), la primera vez que un árbol de gran volumen y alto valor fue incluido en el citado Apéndice II.[4]

- Caoba del Pacífico (Swietenia humilis); un pequeño y a menudo retorcido árbol de caoba estacionalmente limitado al bosque seco del litoral Pacífico de América Central, que es de utilidad comercial limitada.[1] Algunos botánicos consideran que S. humilis es una mera variante de S. macrophylla.[1]

Las tres pertenecen a la familia de las meliáceas y pueden hibridar entre sí. La principal característica de esta madera es su color, que va del rojo oscuro, vino tinto y, con tonos más claros según la variedad, hasta el rosado. Hay, además, otras maderas procedentes de África tropical y Madagascar que, sin ser realmente caoba, suelen denominarse también “caobas” o “caobillas africanas”, para diferenciarlas. Estas "caobas africanas" pertenecen a los géneros botánicos Khaya y Entandrophragma, también de la familia de las meliáceas, como la samanguila y el sapele o sapeli.
A pesar de que oficialmente solo puede denominarse caoba auténtica a la madera de estas tres especies de Swietenia, la madera de otras especies de meliáceas también se clasifica comercialmente como verdadera caoba. Algunas de estas otras maderas pueden incluir o no la palabra "caoba" en su denominación comercial o nombre común, como la procedente de los géneros de África Khaya y Entandrophragma; kohekohe (Dysoxylum Spectabile) de Nueva Zelanda; Toona sinensis originaria de China; Toona sureni de Indonesia; y Toona ciliata de la India. Otras denominaciones de maderas de aspecto similar incluyen la "Chinaberry", Melia azedarach; la caoba rosa (o Bosse), Guarea; la "Chittagong" (también conocida como caoba india), Chukrasia velutina; y la "Crabwood", Carapa guianensis. Algunos miembros del género Shorea (Meranti, Balau, o de Lauan) de la familia Dipterocarpaceae también se venden a veces como caoba filipina, aunque el nombre se aplica con mayor propiedad a otra especie de toona, Toona calantas.
Las caobas constituyen el mejor ejemplo de maderas finas, sumamente apreciadas en ebanistería por ser fáciles de trabajar, a la vez que resistentes a los parásitos (termitas, carcoma, etc.), así como por su aspecto.
Además de su peso, al ser una madera que resiste bien la humedad y de alta densidad, fue usada en otros tiempos en las quillas de los barcos al aumentar la estabilidad náutica por aportar más lastre en las quillas que otras maderas, más ligeras. También se utiliza para la construcción de guitarras y otros instrumentos de cuerda pulsada, como mandolinas, por ejemplo, ya que debido a su densidad y resistencia a la tracción es adecuada para el mástil y, por sus cualidades tímbricas, para los aros y fondos. El 95% de las guitarras de alta calidad son de caoba, aunque en las guitarras clásicas o españolas y otros cordófonos de primera calidad hace décadas que cayó en desuso en favor de otras maderas, del género Dalbergia, para el cuerpo, y cedro español o de Honduras, para el mástil. La caoba también es usada para hacer los cascos de instrumentos de percusión, como redoblantes y tambores de batería.
El principal país importador de caoba es Estados Unidos, seguido por Gran Bretaña; mientras que el mayor exportador hoy en día es Perú, que superó a Brasil después de que este país prohibió las exportaciones de caoba en 2001. Se estima que alrededor del 80 o el 90 por ciento de la caoba peruana exportada a los Estados Unidos lo es de forma ilegal. El coste económico de la tala ilegal en Perú se estima de forma conservadora entre los 40 y los 70 millones de dólares anuales. Se estima que en el año 2000 unos 57 000 árboles de caoba fueron talados para abastecer el comercio estadounidense de muebles de lujo.
La caoba es el árbol nacional de la República Dominicana y de Belice. Un árbol de caoba (acompañado de dos braceros, uno con un hacha y otro con un remo) también aparece en el escudo de armas de Belice, bajo el lema latino Sub umbra floreo ("Florezco bajo la sombra").

## Historia

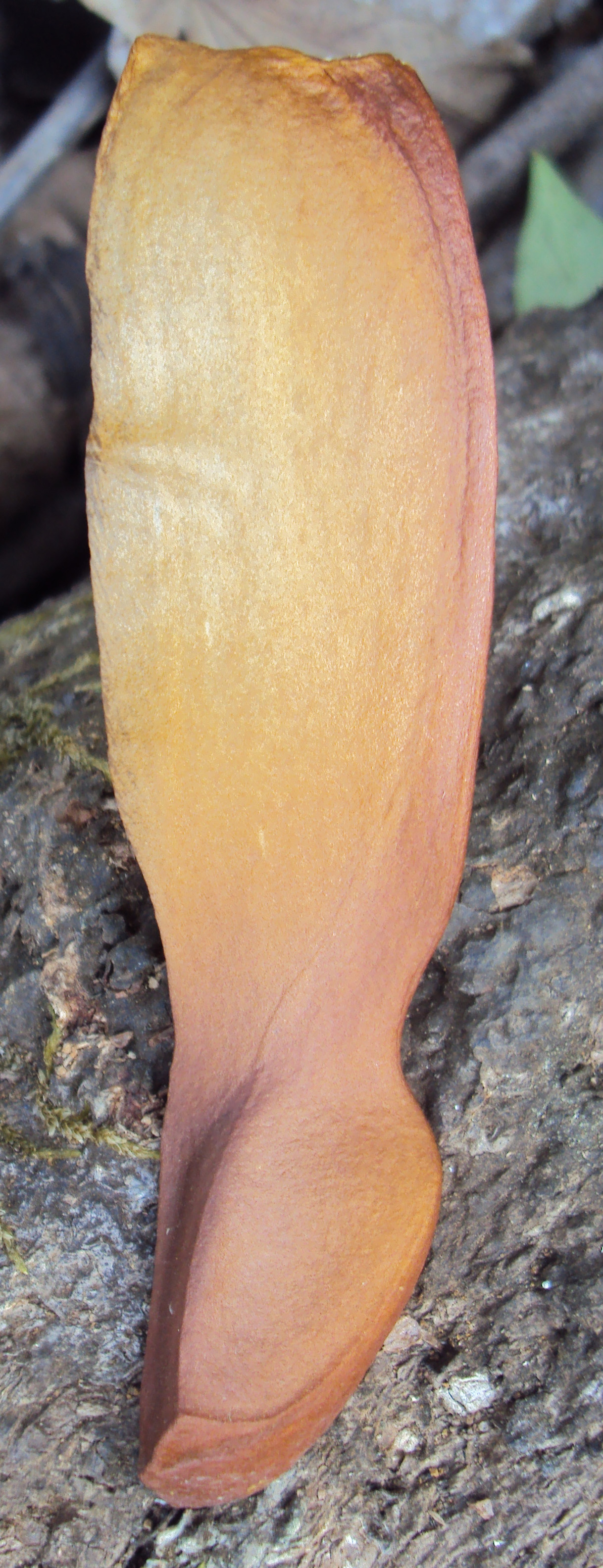
Una semilla de caoba.

El término "caoba" según la RAE, tiene su origen en el idioma taino. El cronistas de indias Gonzalo Fernández de Oviedo afirma en sus escritos que «Llaman los indios de esta isla española a este árbol o pino, caoba" (Oviedo, Hist. Nat. de Indias, ed. 1851. t. 1, p. 331.).  Fue durante los primeros años de la colonización española de America que los españoles conocieron por primera vez este árbol en el siglo XV.
Posteriormente el nombre inglés "mahogany" se asoció inicialmente solo con la madera procedente de las islas de las Indias Occidentales bajo control británico; mientras que los colonos franceses utilizaban el término "acajou".
Por otro lado, el nombre inglés "mahogany" podría ser una corrupción de "m'oganwo", el nombre utilizado por la gente yoruba e ibo originaria de África Occidental para describir los árboles del género Khaya, que está estrechamente relacionado con Swietenia. Posiblemente, cuando fueron llevados a Jamaica como esclavos, dieron el mismo nombre a los árboles similares que vieron allí. Aunque esta interpretación ha sido cuestionada, no se ha sugerido una explicación más plausible. Se desconoce el nombre que los indígenas arawak daban al árbol. La palabra inglesa "mahogany" apareció impresa por primera vez en 1671, en la obra de John Ogilby América. Entre los botánicos y naturalistas, sin embargo, el árbol se consideraba un tipo de cedro, y en 1759 fue clasificado por Carl Linnaeus (1707-1778) como Cedrela mahagoni. Al año siguiente, Nikolaus Joseph von Jacquin (1727-1817) asignó el árbol a un nuevo género, denominado Swietenia mahagoni.
Hasta el siglo XIX la totalidad de las caobas fueron consideradas como la misma especie, aunque variase su calidad y algunas de sus características de acuerdo con el suelo y el clima. En 1836, el botánico alemán Joseph Gerhard Zuccarini (1797-1848) identificó una segunda especie mientras trabajaba con especímenes recolectados en la costa del Pacífico de México, y la llamó Swietenia humilis. En 1886 una tercera especie, Swietenia macrophylla, fue nombrada por Sir George King (1840-1909) después de estudiar especímenes de caoba de Honduras plantados en los jardines botánicos en Calcuta, India. Hoy en día, todas las especies de Swietenia crecidas en sus lugares de origen son mencionadas por la CITES, y por lo tanto están protegidas. Tanto Swietenia mahagoni como Swietenia macrophylla fueron introducidas en varios países asiáticos en el momento de las restricciones impuestas a la caoba americana a finales de 1990 y ambas se cultivan y cosechan actualmente con éxito en plantaciones en esos países. El suministro mundial de caoba genuina proviene en gran parte de estas plantaciones asiáticas, especialmente de India, Bangladés, Indonesia y desde Fiyi, en Oceanía.

### Especies
Las especies de Swietenia presentan fertilización cruzada con facilidad cuando crecen próximas entre sí; el híbrido entre S. mahagoni y S. macrophylla es ampliamente plantado por su madera.
Además, en Estados Unidos también se vende la madera de otras especies definidas como caoba bajo una gran variedad de diferentes nombres comerciales, sobre todo Philippine mahogany, que en realidad es del género Shorea, un dipterocarpus. Esta madera es también llamada Lauan o Meranti.

## Historia del comercio de caoba americana

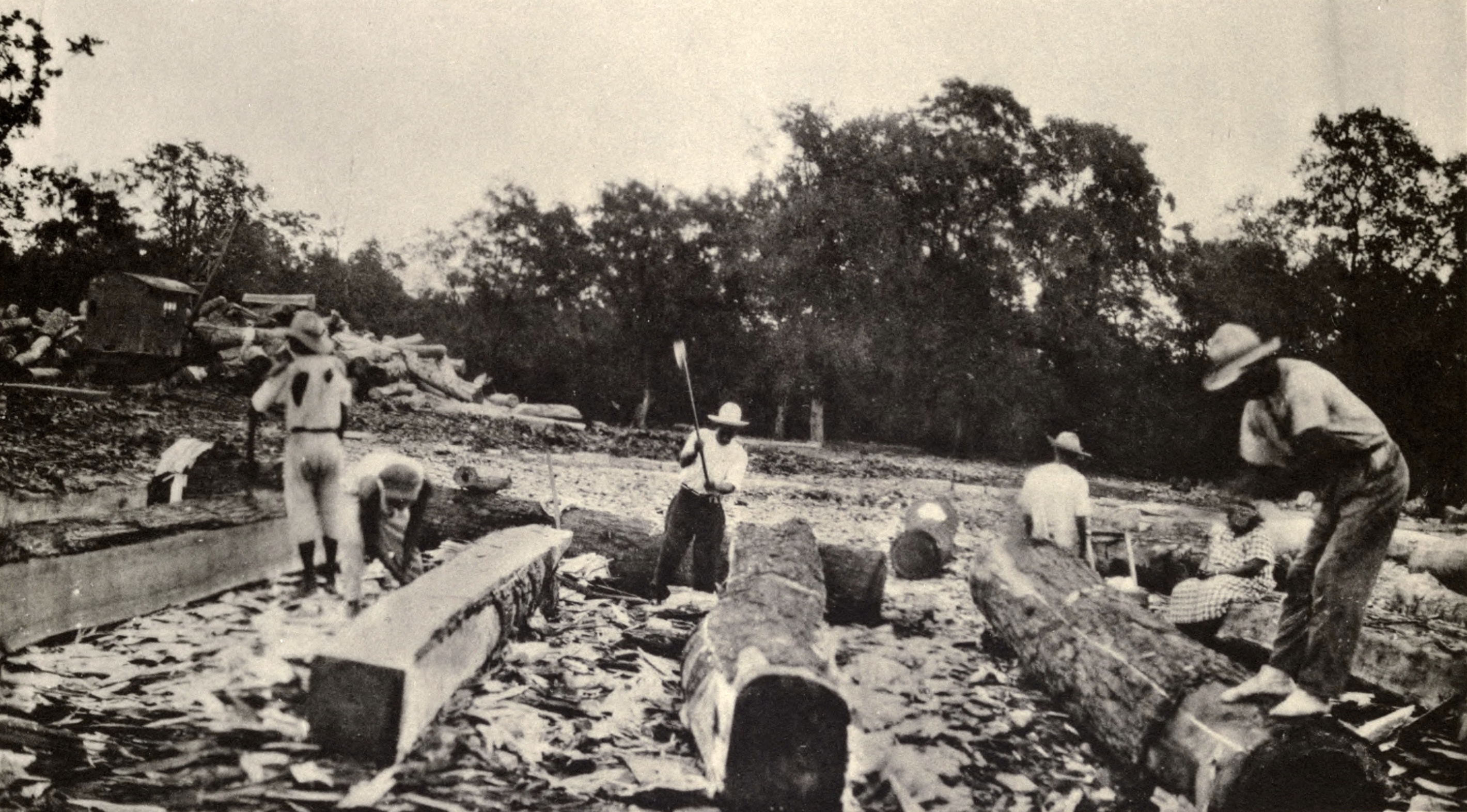
Madereros perfilando troncos de caoba en Belice, hacia 1930.

En el siglo XVII, el bucanero francés Alexandre Olivier Exquemelin (1646-1717) registró el uso de la caoba o del cedro en la Hispaniola para la fabricación de canoas: "Los indios hacen estas canoas sin el uso de ningún instrumento de hierro, se valen solo de la quema de los árboles en la parte inferior cerca de la raíz, y después manejan el fuego con tanta habilidad que no se quema nada más de lo que desean... ".
La madera fue uno de los primeros materiales que llamó la atención de los europeos al inicio de la colonización española en América. Una cruz en la catedral de Santo Domingo, que lleva la fecha de 1514, se dice que es de caoba, y Felipe II de España al parecer fue quien decidió utilizar esta madera para la carpintería interior del Monasterio de El Escorial, iniciado en 1584. Sin embargo, la caoba estaba reservada principalmente para la construcción de barcos, y fue declarada un monopolio real en La Habana en 1622. Por lo tanto, muy poca de la caoba que crecía en el territorio controlado por los españoles fue exportada hacia Europa.
Después de que los franceses establecieran una colonia en Santo Domingo (actualmente Haití), parte de la caoba existente en la isla probablemente encontró su camino a Francia, donde los carpinteros de las ciudades portuarias de Saint-Malo, Nantes, La Rochelle y Burdeos utilizaron esta madera de forma restringida hacia 1700. En las islas controladas por los ingleses, especialmente Jamaica y las Bahamas, la caoba era abundante, pero no se exportó hasta después de 1700.

### sigloXVIII
Mientras que el comercio de la caoba de los territorios españoles y franceses en América se mantuvo bajo mínimos durante la mayor parte del siglo XVIII, esto no fue cierto para las islas bajo control británico. En 1721 el Parlamento Británico eliminó los derechos de importación a Gran Bretaña de toda la madera procedente de las posesiones británicas en América. Esto estimuló inmediatamente el comercio de maderas de las Indias Occidentales, entre ellos el más importante de todos: la caoba. Las importaciones de caoba en Inglaterra (excluyendo a Escocia, cuyas importaciones fueron registradas por separado) llegaron a 525 toneladas en el año 1740, 3688 toneladas en 1750, y más de 30 000 toneladas en 1788, el año de mayor flujo comercial del siglo XVIII.
Al mismo tiempo, la Ley de 1721 tuvo el efecto de aumentar sustancialmente las exportaciones de caoba de las Indias Occidentales a las colonias británicas de América del Norte. Aunque inicialmente considerada como una madera de carpintería, la caoba se convirtió rápidamente en la madera de elección para los fabricantes de muebles de alta calidad, tanto en las islas británicas como en las 13 colonias de América del Norte.

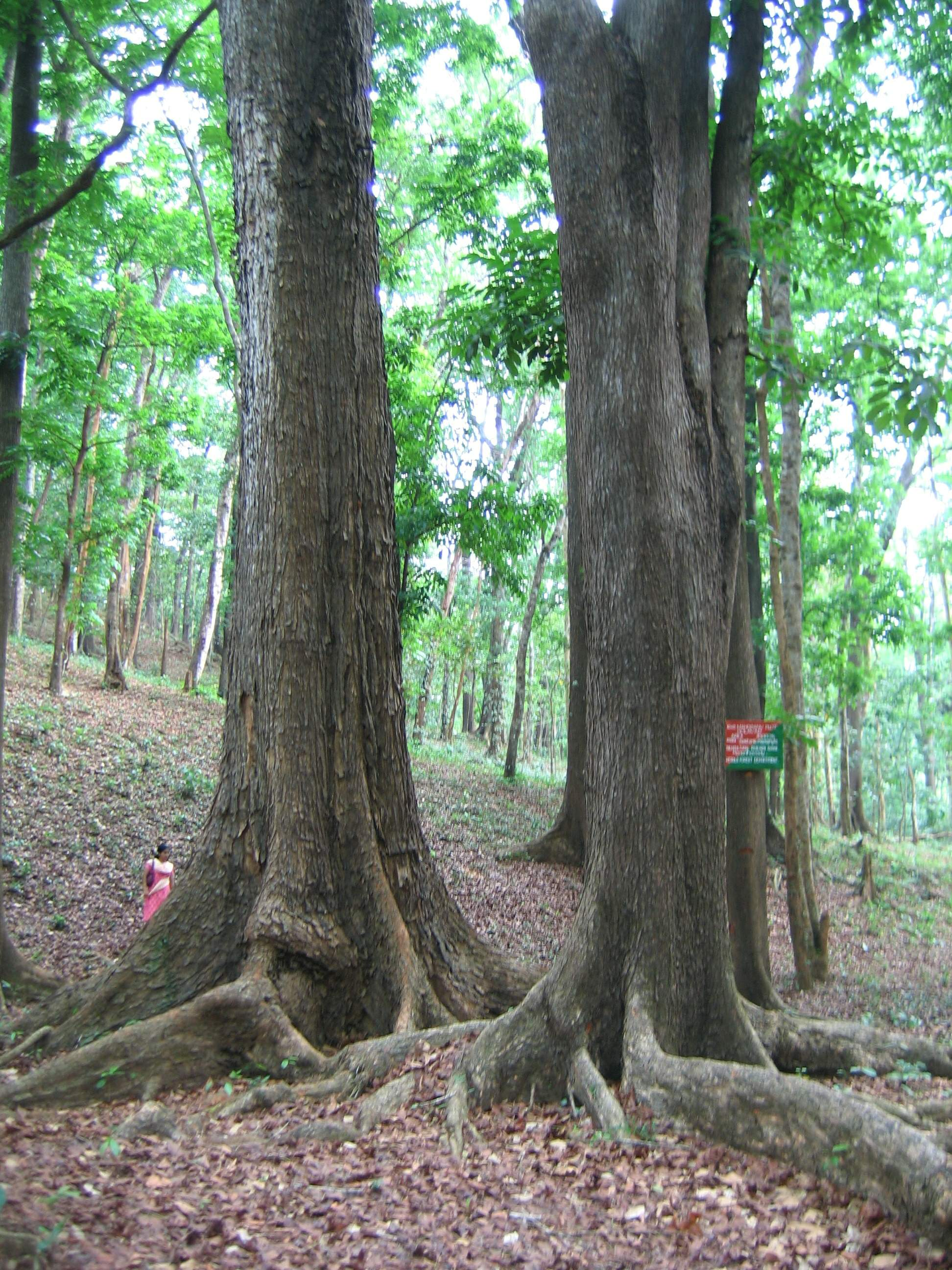
Árboles de caoba en el bosque de Kannavam, Kerala.

Hasta la década de 1760, más del 90 por ciento de la caoba importada a Gran Bretaña provino de Jamaica. Parte de este material fue re-exportado a Europa continental, pero la mayoría fue utilizado por los fabricantes de muebles británicos. Cantidades de caoba de Jamaica también fueron enviadas a las colonias de América del Norte, pero la mayoría de la madera utilizada en muebles americanos vino de las Bahamas. Este material se llama a veces madera de Providence, de acuerdo con el nombre del puerto principal de las islas, pero más a menudo se denominaba madera o maderah, que era el nombre utilizado en las Bahamas para la caoba.
Además de Jamaica y Bahamas, todas las islas controladas por los británicos exportaron caoba en alguna ocasión, pero en pequeñas cantidades. La tercera fuente más importante fue Río Negro y las zonas adyacentes a Mosquitia, desde donde fueron enviadas cantidades considerables de caoba desde la década de 1740 en adelante. Esta madera era conocida como "caoba de Roatán" (por la isla del mismo nombre), que era la principal base de abastecimiento en alta mar para los colonos británicos en el área.
Al final de la Guerra de los siete años (1756-1763), el comercio de caoba comenzó a cambiar de manera significativa. Durante la ocupación de La Habana por las fuerzas británicas entre agosto de 1762 y julio de 1763, grandes cantidades de caoba cubana o Havanna fueron enviadas a Gran Bretaña, y después de que la ciudad fue devuelta a España en 1763, se siguieron exportando pequeñas cantidades desde Cuba, sobre todo a los puertos de la costa norte de Jamaica, desde donde se trasladaba a Gran Bretaña. Sin embargo, esta caoba era considerada como inferior a la variedad de Jamaica, y el comercio se mantuvo esporádicamente hasta el siglo XIX.
Otra variedad nueva en el mercado era la "caoba española", también conocida como caoba Santo Domingo. Este comercio fue el resultado de la Ley de Puertos Francos de 1766, mediante la que se abrieron Kingston y otros puertos de Jamaica a los buques extranjeros por primera vez. El objetivo principal era fomentar las importaciones de algodón de las plantaciones francesas en Saint-Domingue, pero a la vez cantidades importantes de caoba de alta calidad también eran enviadas a Gran Bretaña, donde entraron en el mercado a finales de la década de 1760.
En cuanto a la cantidad, la novedad más significativa era la caoba de Honduras, también llamada en inglés "Baywood" (por la Bahía de Honduras de donde procedía). Los colonos británicos estuvieron activos en el sur de Yucatán con este comercio desde principios del siglo XVIII, a pesar de la oposición de los españoles, que reivindicaban su soberanía sobre toda América Central.
Su ocupación principal era la corta del palo de Campeche, utilizado para fabricar un tinte rojo muy demandado en Europa. El centro de su actividad y el principal punto de exportación fue Belice. En virtud del artículo XVII del Tratado de París (1763), los cortadores británicos obtuvieron por primera vez el derecho de cortar el palo de tinte en Yucatán sin ser molestados, dentro de los límites acordados. Tal era el entusiasmo de los cortadores, que en pocos años saturaron el mercado europeo, y el precio del palo de tinte se derrumbó.
Sin embargo, el precio de la caoba siguió siendo elevado después de la guerra, por lo que los cortadores volvieron a talar caoba. La primera caoba de Honduras llegó a Kingston, Jamaica, en noviembre de 1763, y los primeros envíos llegaron a Gran Bretaña al año siguiente.
Hacia la década de 1790 la mayor parte de las reservas viables de caoba en Jamaica habían sido taladas, y el mercado se dividió entre dos fuentes principales o tipos de caoba: la caoba de Honduras, que era relativamente barata y abundante, pero rara vez de la mejor calidad; y la caoba española, la madera elegida para los trabajos de mayor calidad.
Se carece de datos, pero es probable que los recién independizados Estados Unidos recibiesen por entonces una buena proporción de su caoba de Cuba. En el último cuarto del siglo XVIII, se comenzó a usar la caoba más ampliamente en Francia; dado que tenían un amplio suministro de madera de alta calidad de Saint Domingue. El resto de Europa, donde esta madera se puso cada vez más de moda, la mayor parte se compraba en Gran Bretaña.

### Historia reciente

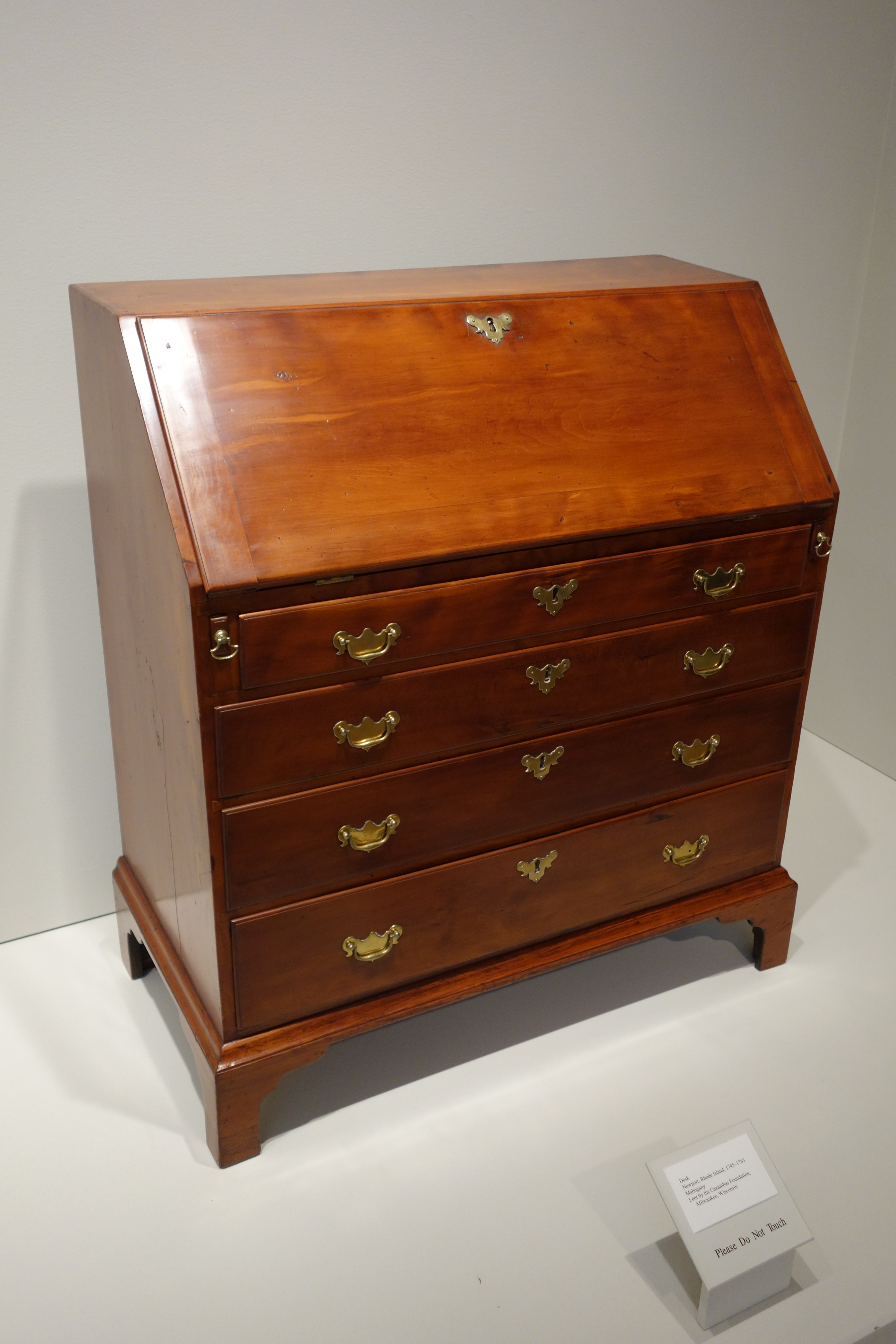
Escritorio de caoba (Museo de Arte de Chazen).

La Revolución Francesa de 1789 y las guerras que la siguieron cambiaron radicalmente el comercio de caoba, debido principalmente a la caída progresiva de los imperios coloniales francés y español, lo que permitió a los comerciantes británicos acceder a zonas previamente cerradas para ellos. Saint-Domingue se convirtió en la república independiente de Haití, y desde 1808, Santo Domingo y Cuba fueron abiertos a los buques británicos por primera vez.
Desde la década de 1820, la caoba de todas estas áreas fue introducida en Europa y América del Norte, con la parte principal con destino a Gran Bretaña. En Centroamérica, los madereros británicos se trasladaron al noroeste, hacia el sur de México y Guatemala. Otras áreas de América Central situadas hacia el sur también comenzaron a ser explotadas, hasta alcanzar Panamá.
La novedad más importante fue el inicio de la tala a gran escala en México desde la década de 1860. La mayoría de la caoba se cortó en la provincia de Tabasco y fue exportada a través de una serie de puertos en el Golfo de Campeche, desde Vera Cruz hacia el este de Campeche y de Sisal. A finales del siglo XIX no quedó al margen de la explotación forestal casi ninguna parte de América Central al alcance de la costa, y la actividad se extendió también a Colombia, Venezuela, Perú y Brasil.
El comercio de la caoba americana probablemente alcanzó su punto máximo en el último cuarto del siglo XIX. Las cifras no están disponibles para todos los países, pero solo Gran Bretaña importó más de 80 000 toneladas en 1875. Esta cifra no volvió a ser alcanzada de nuevo. Desde la década de 1880, la caoba africana (Khaya spp.), un género relacionado, comenzó a ser exportado en cantidades crecientes desde el África Occidental, y ya en el siglo XX dominó el mercado.
En 1907, el total de la caoba de todas las fuentes importadas en Europa fue de 159.830 toneladas, de las cuales 121.743 procedían del África Occidental. Ya en esta época, la caoba de Cuba, Haití y de otras fuentes de las Indias Occidentales se había vuelto cada vez más difícil de obtener en tamaños comerciales, y a finales del siglo XX la caoba de Centroamérica e incluso la de América del Sur se dirigía hacia una situación similar. En 1975 S. humilis se introdujo en el Apéndice II del CITES, seguida por S. mahagony en 1992. La especie más abundante, S. macrophylla, figuraba en el Apéndice III en 1995 y se trasladó al Apéndice II en 2003.

## Regulaciones comerciales
Como ya se ha señalado, el comercio de algunas variedades de caoba está regulado por el CITES (Convenio sobre el Comercio Internacional de Especies de Fauna y Flora Salvaje Amenazadas), de cumplimiento voluntario, ya que la tala indiscriminada hace que se pierdan progresivamente las selvas húmedas, aunque, más que esta zona, el hábitat de la caoba es el de sabana. Los firmantes, que son la mayor parte de los países del mundo, prohíben la importación de esa madera. Sin embargo, se sigue importando caoba, a veces ilegalmente, porque es muy apreciada. Diversas organizaciones medioambientales, como Greenpeace o Amigos de la Tierra, han hecho campañas para denunciar el tráfico ilegal y para endurecer las normativas al respecto.

## Utilización

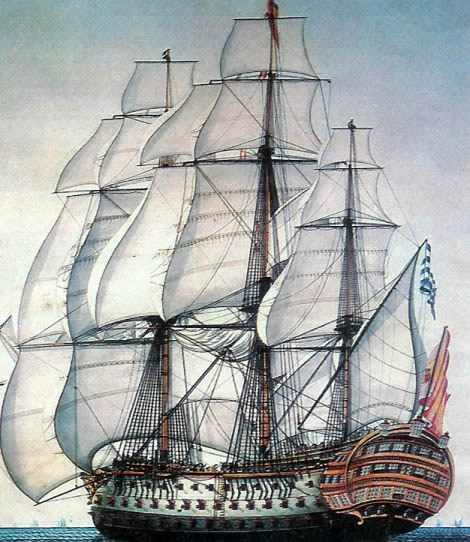
Navío Santísima Trinidad, fabricado en los astilleros de La Habana en caoba, fue hundido en la batalla de Trafalgar (1805).

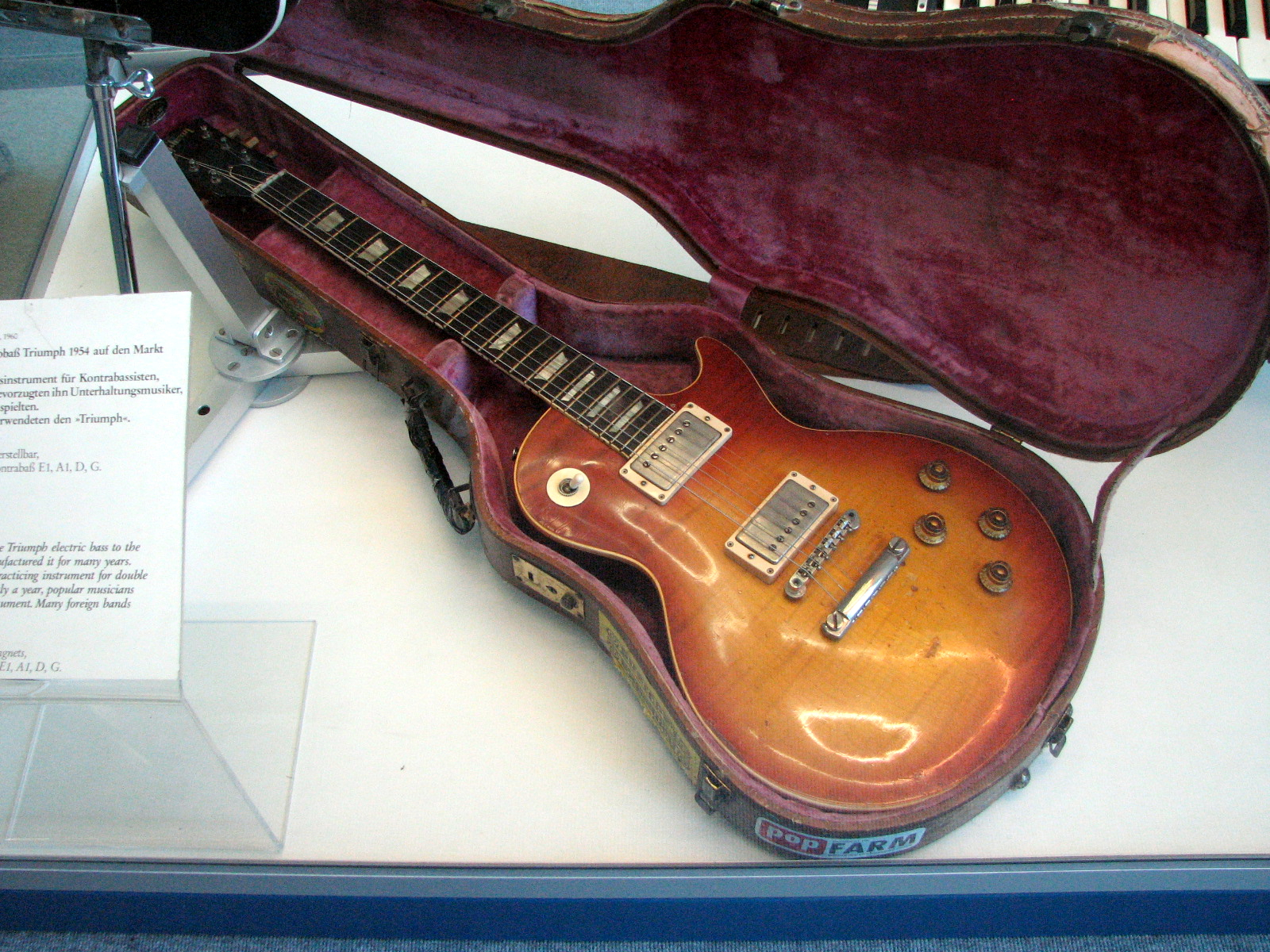
Guitarra eléctrica Gibson Les Paul.

La caoba presenta una veta recta, muy continua, de grano compacto, y está relativamente libre de huecos y nudos. Su color marrón rojizo se oscurece con el tiempo, y muestra un brillo rojizo cuando está pulido. Tiene una excelente trabajabilidad, y es muy duradera. Históricamente, la gran circunferencia del árbol cuando alcanza un grado óptimo de desarrollo, permitió obtener tablas anchas de las especies de caoba tradicionales. Estas propiedades hacen que sea una madera muy adecuada para la elaboración de armarios y muebles.
Gran parte del mobiliario de primera calidad fabricado en las colonias americanas desde mediados del siglo XVIII se hizo de caoba, especialmente cuando esta madera estuvo a disposición de los artesanos americanos en cantidades significativas. La caoba sigue siendo ampliamente utilizada en la actualidad para la construcción de muebles finos de todo tipo. Por ejemplo, es tradicional su uso en la fabricación de los asientos colectivos (llamadas coloquialmente bancos) de los feligreses en las iglesias. Tradicionalmente, las mesas, sillas, camas o aparadores del mobiliario de la nobleza; así como las mesas de las salas de reuniones de bancos y entidades públicas eran muy apreciadas si estaban construidas con caoba. Sin embargo, el agotamiento de los bosques de Cuba y la sobreexplotación de Honduras y de Brasil han obligado a disminuir su uso.
También es resistente a la putrefacción, por lo que es atractiva para la construcción de barcos. El navío de guerra 'Santísima Trinidad' (hundido en la batalla de Trafalgar), había sido construido con caoba cubana en los astilleros de La Habana. Era el mayor navío de línea (artillado) de la época. Según se dice las balas de cañón al impactar en la caoba se clavaban profundamente, y no producían cientos de peligrosas astillas como pasaba con otras maderas.
Es apreciada por los luthieres debido al tono que confiere a los instrumentos musicales, por lo que se utiliza a menudo en guitarras acústicas, cuerpos de guitarra eléctrica, (especialmente en las partes posteriores, laterales y cuellos) y en las cajas de los tambores debido a su capacidad para producir un tono muy profundo y cálido en comparación con otras maderas de uso común, tales como el arce, la pícea, el abeto, el ciprés o el abedul. Por ejemplo, guitarras selectas que incluyen caoba en su construcción, son las Martin D-18, las Taylor Guitars, PRS y las Gibson Les Paul. Así mismo, forma parte de instrumentos de percusión más tradicionales como la 'txalaparta' vasca.
La caoba se está utilizando en la actualidad para los cuerpos de los altavoces de equipos musicales de gama alta y para auriculares estéreo, aplicación en la que destacan por su tonalidad "caliente" y por un sonido "vivo".